# Zadruccie
Zadruccie (biał. Задруцце; ros. Задрутье) – przystanek kolejowy w miejscowości Rohaczów, w rejonie rohaczowskim, w obwodzie homelskim, na Białorusi. Położony jest na linii Orsza - Mohylew - Żłobin.